# Folclore de las Maldivas
La mitología maldiva o folclore maldivo es el conjunto de mitos, cuentos y anécdotas pertenecientes a la tradición oral de los  maldivos. Aunque algunos de los mitos maldivos ya fueron mencionados brevemente por el comisario británico en Ceilán HCP Bell hacia finales del siglo XIX, su estudio y publicación fueron llevados a cabo muy recientemente por el escritor y artista español Xavier Romero Frías, en un momento en el que esa cosmovisión ancestral estaba desapareciendo rápidamente.
Las Maldivas se encuentran en la cálida zona ecuatorial del océano Índico, rodeadas de aguas muy profundas. Esta nación está formada exclusivamente por atolones de coral. Hay unas 1.200 pequeñas islas planas y arenosas, pero sólo unas 200 están habitadas.
Las Maldivas han estado pobladas ininterrumpidamente durante milenios, por lo que el folclore de estas islas es muy antiguo.

## Mitos sobre el origen
Los principales mitos de origen reflejan la dependencia de los maldivos del cocotero y el atún.
Una leyenda cuenta que los primeros habitantes de las Maldivas murieron en gran número, pero un gran hechicero u hombre fanḍita hizo crecer cocoteros de los cráneos de los cadáveres enterrados de los primeros colonos. Por lo tanto, se dice que el cocotero tiene un origen antropomórfico según la tradición de las Maldivas.
El cocotero ocupa un lugar central en el actual Emblema nacional de Maldivas.
Se dice que el atún fue traído a las aguas maldivas por un mítico marino (maalimi) llamado Bodu Niyami Kalēfanu que se acercó al Dagas (el mítico árbol del fin del mundo) para traer este valioso pez.

## Mitos de la extinción
Estos mitos cuentan que el fin de las Maldivas será una gran catástrofe en la que las islas quedarán sumergidas por el océano circundante. Mitos similares se encuentran en las Islas Andamán así como en las Islas Nicobar.

## El origen de Malé
Los primeros pobladores de las Maldivas fueron probablemente gujaratis, que llegaron y se asentaron en Sri Lanka alrededor del año 500 a. C. Se pueden deducir pruebas de la influencia cultural del norte de la India por los métodos de construcción de barcos y las monedas de plata marcadas con punzón.
Se dice que los pescadores de Giraavaru solían ir regularmente a cierto gran banco de arena (finolhu) en el extremo sur de su atolón para limpiar los atunes después de una buena captura. Debido a la gran cantidad de despojos y sangre de atún, las aguas que rodeaban ese banco de arena parecían un gran charco de sangre (maa ley gande'h). "Maa" (del tamil "Maa" _ lit . _ "Grande" o "grande".), que significa grande, y "Lē", que significa sangre. Tradicionalmente, los primeros habitantes de las Maldivas, entre los que se encuentra el pueblo Giraavaru, no tenían reyes. Vivían en una sociedad sencilla y eran gobernados por jefes locales.
Un día, un príncipe del subcontinente llamado Koimala llegó al atolón de Malé navegando desde el norte en un gran barco. Los habitantes de Giraavaru vieron su barco desde lejos y le dieron la bienvenida. Permitieron que el príncipe Koimala se instalara en aquel gran banco de arena en medio de las aguas manchadas de sangre de pez. Se plantaron árboles en el arenal y se dice que el primero que creció en él fue el papayo. Con el paso del tiempo, los isleños aceptaron el gobierno del Príncipe del Norte. Se construyó un palacio y la isla recibió el nombre oficial de Maa-le Malé, mientras que la isla más cercana se llamó Hulhule (Hulhulé).

## Espíritus malignos
.

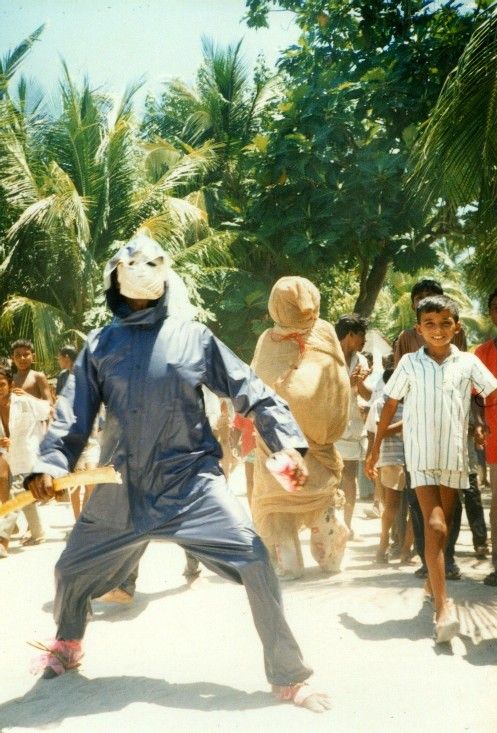
Be. Fiesta popular en Holhudu Isla. Maali.

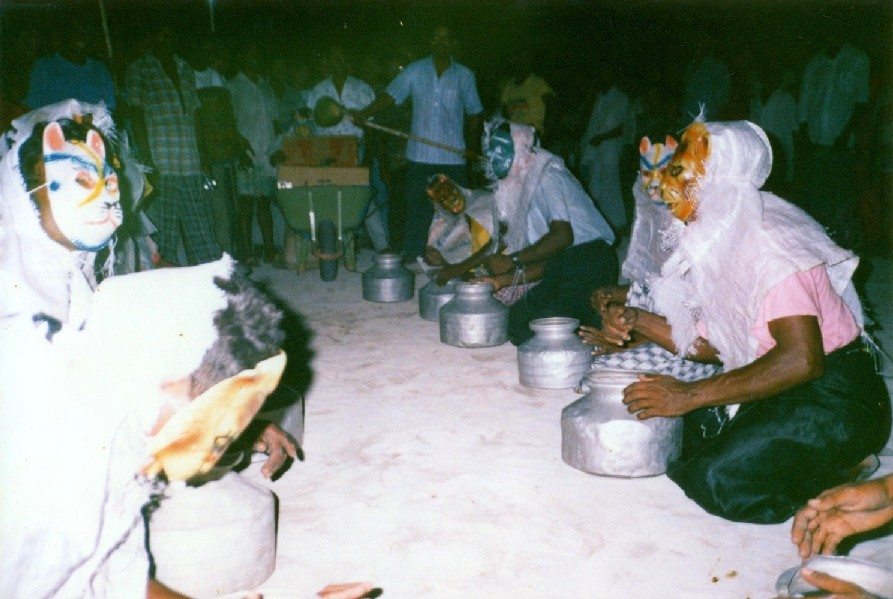
Be. Fiesta popular en Holhudu Isla. Bandiyaa jehun

La mayoría de los cuentos populares de Maldivas tratan sobre espíritus malignos y su interacción con los isleños. Estas historias contienen siempre una lección de una forma u otra. Ciertas acciones se hacen necesarias para evitar problemas con el mundo de los espíritus. Estas pautas de comportamiento, como la importancia de guardar un secreto, así como la evitación de ciertas zonas de la isla y de épocas poco propicias, eran un componente esencial de la antigua espiritualidad popular.
Los espíritus maldivos pueden adoptar forma humana, aunque no se sabe si tienen un origen humano o no. Mientras tienen forma humana, la malevolencia de esos espíritus suele estar enmascarada por la belleza y la juventud. Algunos espíritus malignos maldivos (handi) tienen apariencia de mujeres encantadoras y hermosas. Estas historias sobre espíritus femeninos tienen su origen en la cultura del sur de la india , en la  Diosa del pueblo  y apuntan al origen étnico del pueblo de las Maldivas.
Otros espíritus malignos que son objeto de muchas historias populares en las Maldivas (furēta) son burdos monstruos procedentes de las aguas oceánicas. Los cuentos sobre monstruos marinos forman parte del bagaje cultural local, caracterizado por el entorno oceánico en el que, a lo largo de milenios, se desarrolló la cultura maldiva.

## Fauna local
Los cuentos populares protagonizados por peces, cangrejos y aves marinas, como los de Mākana, Findana, Kalhubondage Diye, Fandiyaaru Kakuni o Don Mohonaai Miyaru, nos introducen en el mundo de la fauna local de los atolones de las Maldivas, donde los animales terrestres son muy escasos. Muchos de ellos son cuentos para niños y algunos siguen siendo bastante populares. 
Aunque la mayoría de las historias de este tipo son originales, unas pocas son cuentos o fábulas extranjeras que han sido adaptadas al contexto isleño a través de narradores locales o por sabios maldivos, como el difunto Muhammad Jamil..

## Hechiceros poderosos
En la literatura oral ancestral de los maldivos, el hechicero, u hombre erudito de la isla que conocía las artes mágicas. La magia o hechicería se conoce en Maldivas como fanḍita.
El hechicero maldivo o fanḍita veriyaa siempre aparece en el folclore de los maldivos como un héroe. Sólo él sabía apaciguar a los espíritus que aterrorizaban a diario (o mejor, cada noche) a la gente corriente de la isla. Algunas historias recientes tienden a situar al hechicero en el papel de villano, pero están totalmente desconectadas de la tradición ancestral maldiva.

## La conversión al Islam
Según el conocido viajero marroquí Ibn Batuta, el responsable de la conversión de los maldivos al islam fue un suní musulmán llamado Abu al Barakat ul Barbari. Sometió al rannamaari, un demonio que venía del mar, y convenció al rey para que se hiciera musulmán.
Sin embargo, las crónicas históricas locales más fiables, Raadavalhi y Taarikh, mencionan que este santo era en realidad un persa de la ciudad de Tabriz, llamado Yusuf Shamsud-din. También se le conoce localmente como Tabrīzugefānu.
La tumba de este santo, muy venerada, se alza hoy frente a los terrenos de Hukuru Miski, en el centro de Malé, la capital.

## Personajes locales
Las historias sobre personajes locales, como Rōnu Eduru, Kuda Tuttu Didi, Kalhukuru o Naalaafushi Fagīru (el pobre de Naalaafushi) nos dan una idea del modo de vida en las Maldivas cuando el archipiélago era un reino, y Malé, la capital, un lugar pintoresco y relajado. En esas historias aprendemos mucho sobre la vida en la corte de Malé y sobre la interacción mutua entre el Radun (el rey de Maldivas) y sus súbditos.

## Variantes modernas
Dado que en Maldivas hay un gran número de islas, muchos cuentos populares tienen versiones diferentes según la isla concreta y el narrador en cuestión. 
En los últimos tiempos, algunos cuentos han sido abreviados por escritores maldivos contemporáneos, como Abdulla Sadiq o Ahumadu Sharīfu (Maradū), debido a su extrema longitud.
Otras historias (Karukuru, Telabagudi y los cuentos Māmeli) se han suavizado, porque había muchas referencias casuales a la defecación y los fluidos corporales, sobre todo en los antiguos cuentos populares de los atolones exteriores, donde los valores locales lo consideraban aceptable.